# Dżarudijja
Dżarudijja (arab. الجارودية) – wioska w Arabii Saudyjskiej, położona w Prowincji Wschodniej, w regionie Qatif, zamieszkana przez szyitów, przesiedlonych z powodu budowy plantacji palmowej na ich dawnym miejscu zamieszkania.